# 相馬川
相馬川（そうまがわ）は、青森県弘前市相馬地区（旧中津軽郡相馬村）を流れる岩木川の支流。

## 地理
- 秋田県境にある長慶山付近の弘前市藍内を源流とし、旧相馬村内で作沢川ほかの支流を合わせて北流し、旧相馬村五所付近で岩木川に合流。

## 流域の自治体
- 弘前市

## 相馬川周辺
- 青森県道129号関ケ平五代線
- 藍内・水木在家・紙漉沢・坂市・五所
- 弘前市立相馬中学校・市立相馬保育所
- 星と森のロマントピアそうま